# Fortuna Rocks
Die Fortuna Rocks sind eine kleine Gruppe von Klippenfelsen vor der Nordküste Südgeorgiens. Sie liegen auf der Ostseite der Einfahrt zur Fortuna Bay.
Die Klippen sind erstmals auf einer Landkarte verzeichnet, die im Zuge der Zweiten Deutschen Antarktisexpedition (1911–1912) unter der Leitung Wilhelm Filchners entstand. Die noch vor 1920 vorgenommene Benennung leitet sich von derjenigen der gleichnamigen Bucht ab. Deren Namensgeber ist das Walfangschiff Fortuna, mit dem der norwegische Walfangunternehmer und Antarktisforscher Carl Anton Larsen zwischen 1904 und 1905 in den Gewässern um Südgeorgien operierte. 